# Melody of Certain Damaged Lemons
Melody of Certain Damaged Lemons è il quinto album del gruppo musicale statunitense Blonde Redhead, pubblicato nel 2000 dalla Touch and Go Records. Il disco è stato prodotto da Guy Picciotto e Ryan Hadlock.

## Descrizione
Il titolo dell'album, spiega Kazu Makino, è un «riferimento alla nostra concezione di melodia. Damaged Lemons, nello slang americano, sta per macchine in panne in autostrada, che sono un po' come le nostre melodie, che sembrano sempre in stato di emergenza e con la consapevolezza che da un momento all'altro possano cedere».

## Accoglienza
| Recensione | Giudizio |
| ---------- | -------- |
| AllMusic   |          |

L'album ha ricevuto giudizi positivi. Venne eletto "disco dell'anno" dalla rivista italiana Rumore.

## Tracce
Musiche di Amedeo Pace, eccetto dove diversamente indicato.
1. Equally Damaged – 0:40
2. In Particular – 6:05 (testo: Kazu Makino)
3. Melody of Certain Three – 3:53 (testo: Amedeo Pace)
4. Hated Because of Great Qualities – 4:42 (testo: Kazu Makino – musica: Kazu Makino, Amedeo Pace)
5. Loved Despite of Great Faults – 4:12 (testo: Amedeo Pace)
6. Ballad of Lemons – 1:54
7. This Is Not – 4:50 (testo: Kazu Makino – musica: Kazu Makino, Amedeo Pace)
8. A Cure – 5:23 (testo: Amedeo Pace)
9. For the Damaged – 3:02 (testo: Kazu Makino)
10. Mother – 2:08 (musica: Amedeo Pace, Simone Pace, Kazu Makino)
11. For the Damaged Coda – 2:37

Durata totale: 39:26

## Formazione

### Gruppo
- Kazu Makino – voce, chitarra ritmica
- Amedeo Pace – voce, chitarra solista, basso
- Simone Pace – batteria, tastiera

### Ospiti
- Toby Christensen - pianoforte, arrangiamento traccia 11